# Liste des voies de Besançon
Cette page présente la liste et la description des voies de Besançon classées par catégorie et par quartier.

## Rues

### Quartier Battant
Rue Antide Janvier:
- anciennes appellations:
- toponymie: Antide Janvier était un horloger.
- bâtiments remarquables:

Rue d'Arènes

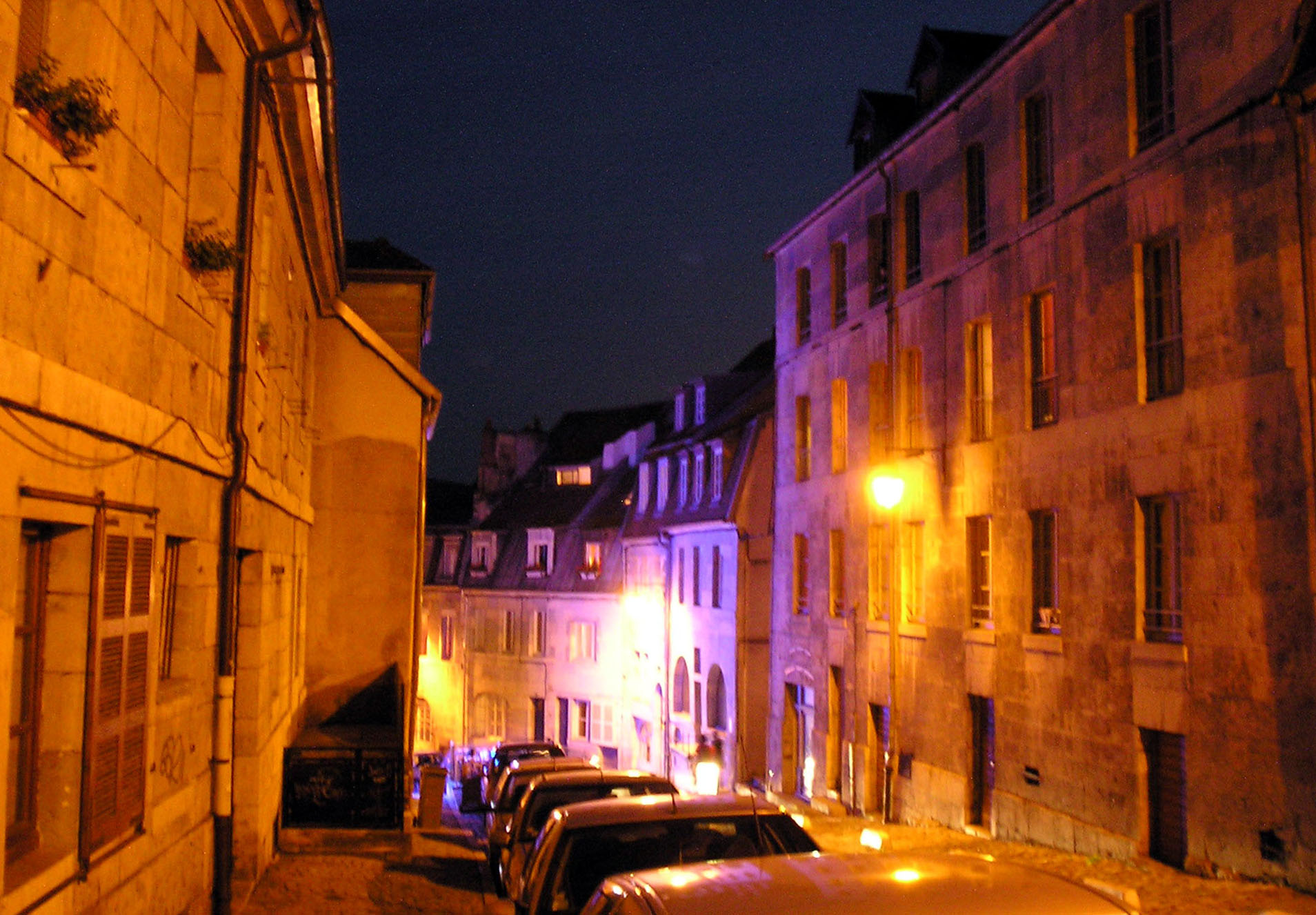
Rue des Frères Mercier

- anciennes appellations: rue de la Confédération
- description: elle fut entièrement détruite par un incendie en 1546
- toponymie: elle porte ce nom car c'est la rue qui menait aux arènes romaines.
- bâtiments remarquables:

Grapille de Battant
- anciennes appellations:
- description: raidillon reliant la Tour de la Pelote au square Bouchot.
- toponymie: voir Battant
- bâtiments remarquables:

Rue Battant
- anciennes appellations: rue des Piques
- description: artère principale du quartier Battant
- toponymie: voir Battant
- bâtiments remarquables: Hôtel de Champagney

Ruelle Billard
- anciennes appellations:
- description:
- toponymie: inconnue
- bâtiments remarquables:

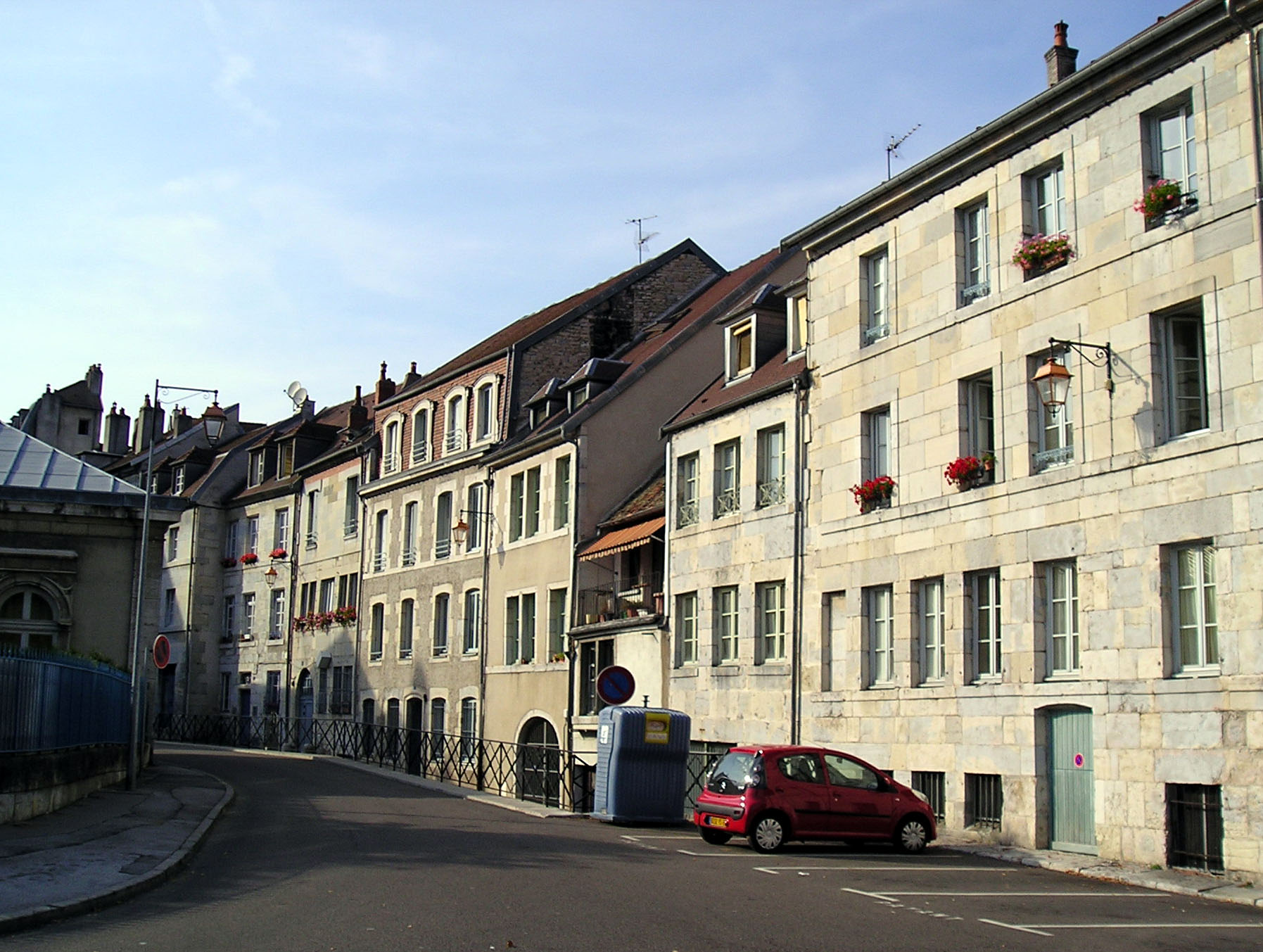
Rue Champrond
- anciennes appellations: vicus de Chanron
- description:
- toponymie: selon Auguste Castan, son nom est dérivé de Chanron, nom d'une ancienne famille qui possédait des immeubles dans le quartier.
- bâtiments remarquables:

Rue de l'École
- anciennes appellations:
- description:
- toponymie:
- bâtiments remarquables:

Rue de l'Égalité
- anciennes appellations: rue des Morts
- description: cette voie conduisait aux catacombes de l'église de la Madeleine.
- toponymie:
- bâtiments remarquables:

Avenue Edgar Faure
- anciennes appellations:
- description:
- toponymie:
- bâtiments remarquables:

Chemin de ronde du Fort Griffon
- anciennes appellations:
- description:
- toponymie:
- bâtiments remarquables:Fort Griffon

Rue des Frères Mercier
- anciennes appellations: rue de Chartres, rue de la Révolution
- toponymie: Pierre et Jean Mercier étaient deux jeunes lycéens assassinés par les Nazis en 1944 pour leurs activités dans la Résistance.
- bâtiments remarquables:

Rue des Glacis
- anciennes appellations:
- description:
- toponymie:
- bâtiments remarquables:

Rue du Grand Charmont
- anciennes appellations:
- description:
- toponymie:
- bâtiments remarquables:

Rue Gratteris
- anciennes appellations:
- description:
- toponymie:
- bâtiments remarquables:

Rue Léon Deubel
- anciennes appellations:
- description:
- toponymie:
- bâtiments remarquables:

Rue de la Madeleine
- anciennes appellations:
- description:
- toponymie:
- bâtiments remarquables: Église Sainte Madeleine

Rue Marulaz
- anciennes appellations:
- description:
- toponymie:
- bâtiments remarquables:

Rue de Mayence
- anciennes appellations:
- description:
- toponymie:
- bâtiments remarquables:

Ruelle des Moutons
- anciennes appellations:
- description:
- toponymie:
- bâtiments remarquables:

Rue du Petit Battant
- anciennes appellations:
- description:
- toponymie:
- bâtiments remarquables:

Rue du Petit Charmont
- anciennes appellations:
- description:
- toponymie:
- bâtiments remarquables:

Rue du Port Cîteaux
- anciennes appellations:

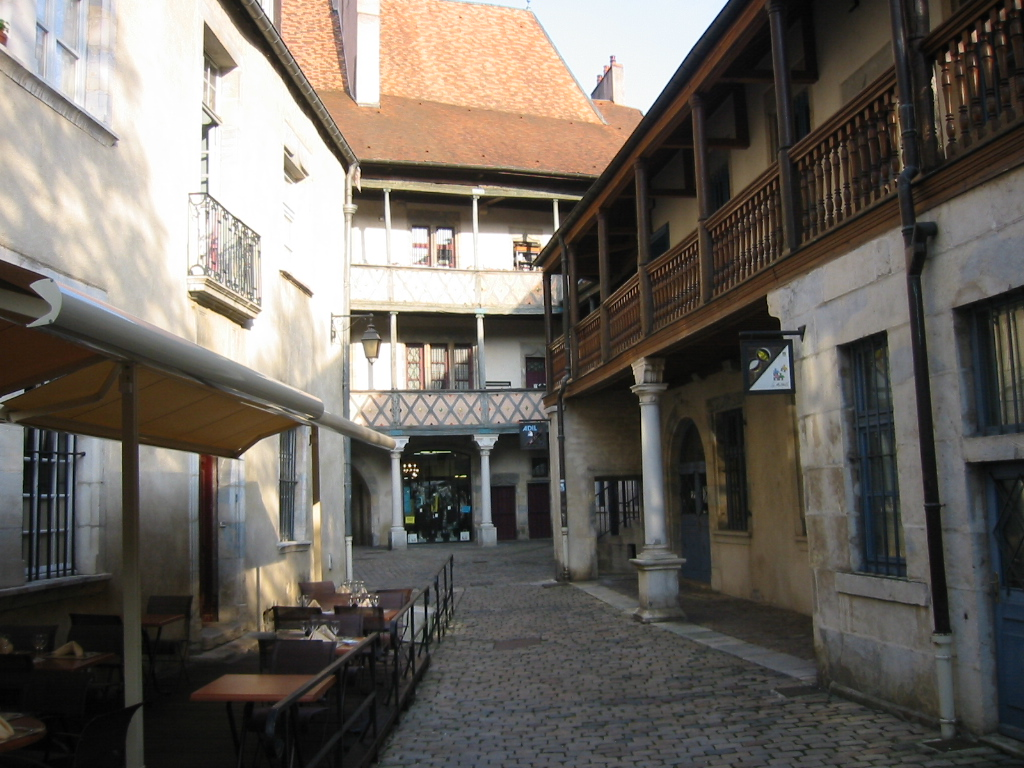
Rue de Mayence

- toponymie: cette ruelle débouchait directement sur la rivière du Doubs avant que les quais ne soient élevés. On appelait ports ces lieux ou les rues "plongeaient" dans le Doubs. Celui-ci avait pris le nom de Cîteaux du fait de la présence d'un hospice appartenant à l'abbaye de Cîteaux.
- bâtiments remarquables:

Rue Richebourg
- anciennes appellations:
- description:
- toponymie:
- bâtiments remarquables:

Impasse Saint-Canat
- anciennes appellations:
- description:
- toponymie:
- bâtiments remarquables:

Rue du Séchal
- anciennes appellations:
- description:
- toponymie:
- bâtiments remarquables:

Quai de Strasbourg
- anciennes appellations: Quai de Battant, Quai Napoléon
- description:
- toponymie:
- bâtiments remarquables:

Rue Thiémanté
- anciennes appellations: Tiemanté, Tiremanté ou Viremanté (Tire-Manteau)
- description:
- toponymie: Probablemente un lieu mal-famé où l'on préférait passer caché sous un manteau, car à l'époque il fut interdit de se masquer le visage.
- bâtiments remarquables:

Quai Veil-Picard
- anciennes appellations:
- description:
- toponymie:
- bâtiments remarquables:

Rue de Vignier
- anciennes appellations:
- description:
- toponymie:
- bâtiments remarquables:

### Quartier de la Boucle
Quai Vauban

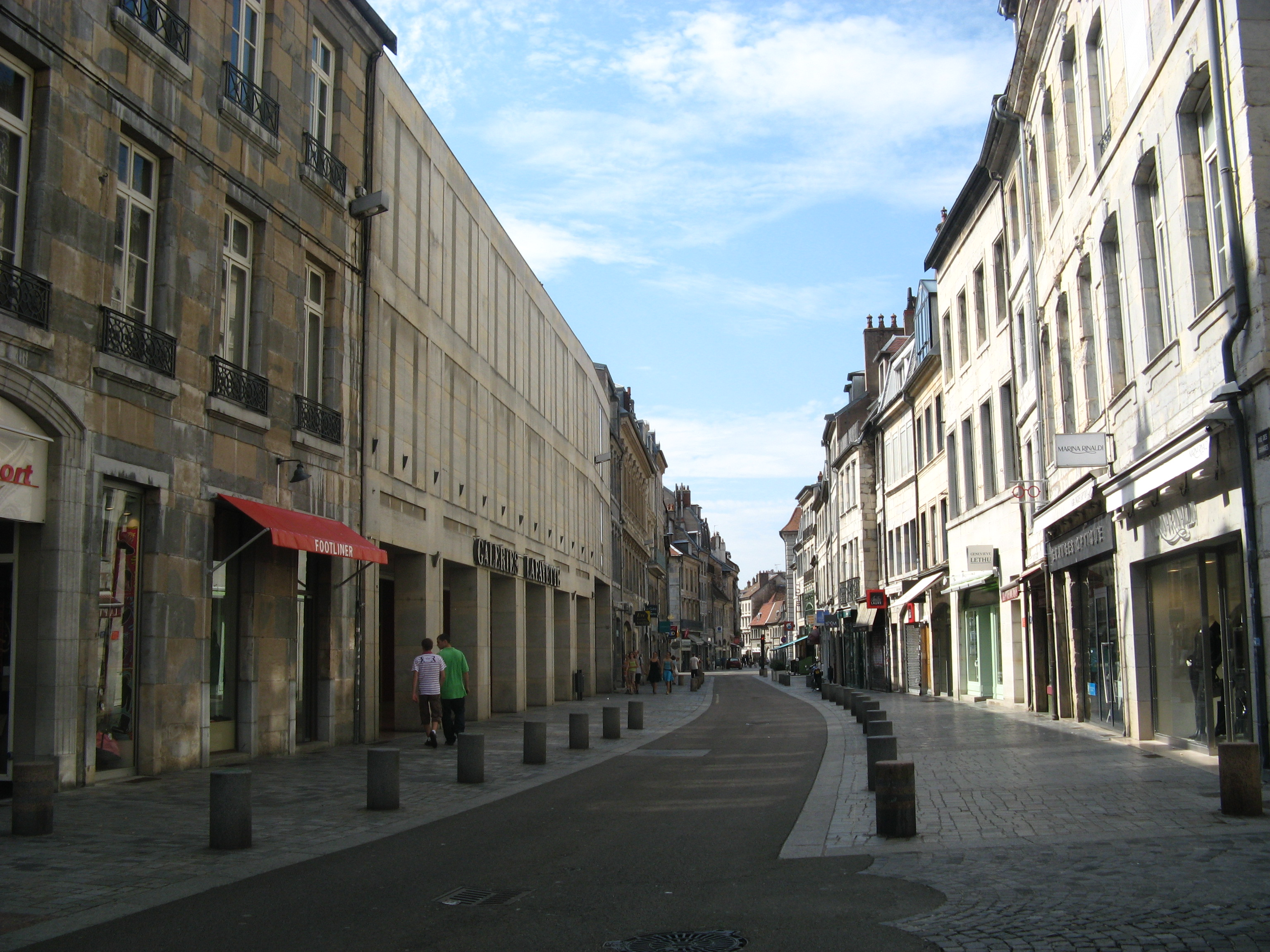
Rue des Granges

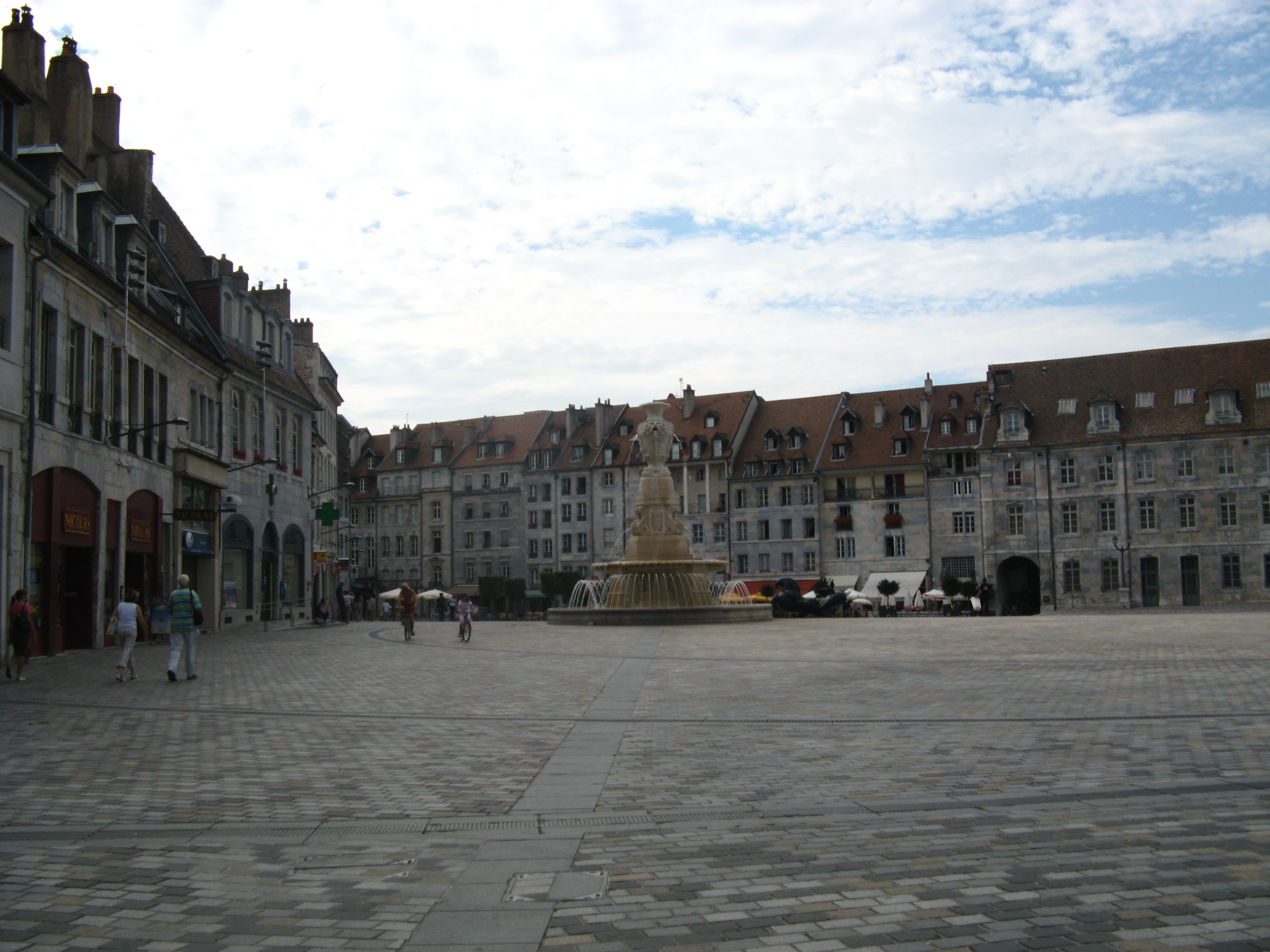
La Place de la Révolution

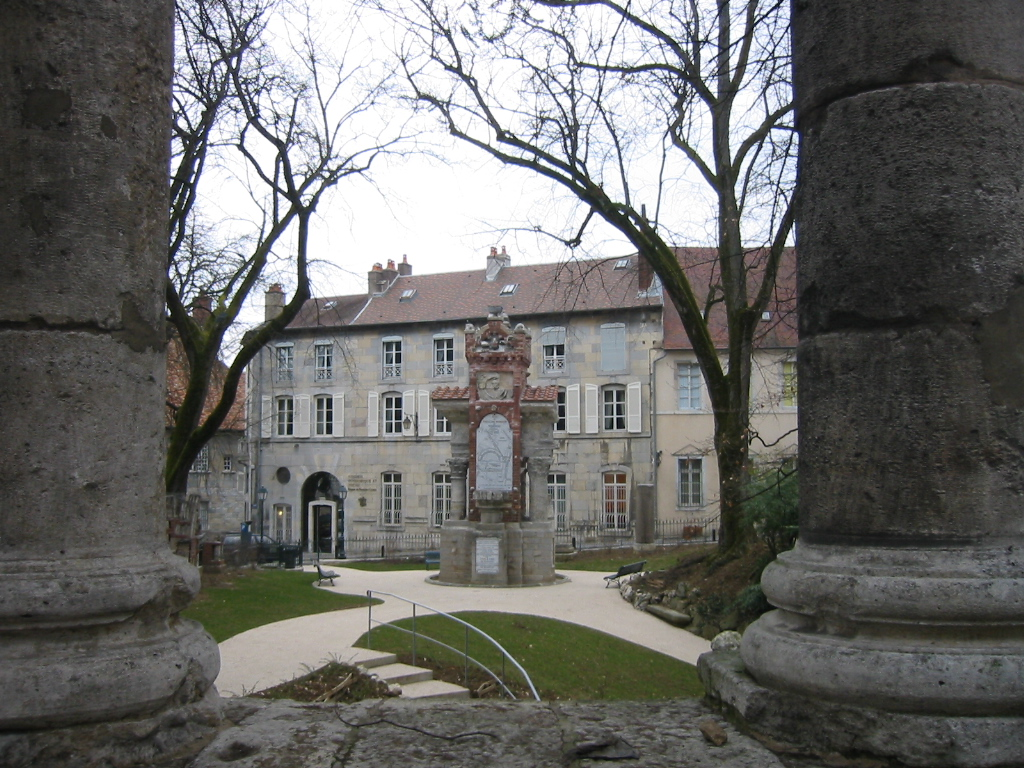
Square Castan

- anciennes appellations : quai du St-Esprit, quai des Boucheries, quai Poitune, quai des Cordeliers

Rue Mégevand
- anciennes appellations : rue Saint Vincent

 Rue Emile Zola 
- anciennes appellations : rue Saint Antoine

Rue Charles Nodier
- anciennes appellations : rue Neuve, rue des Minimes, rue Voltaire
- description :
- toponymie : elle porte le nom de l'écrivain Charles Nodier
- bâtiments remarquables :

Avenue de la Gare d'Eau
- anciennes appellations :
- description :
- toponymie :
- bâtiments remarquables :

Grande rue :
- anciennes appellations : rue du Bourg, rue Saint-Jean-Baptiste, rue Saint-Jean, rue de la Réunion, rue des Défenseurs de la Patrie
- description : ancien cardo de la cité antique de Vesontio, c'est l'une des plus vieilles voies de la ville. Elle est l'artère commerciale principale du centre-ville.
- toponymie : son nom est dérivé de son appellation de l'époque gallo-romaine, magnus vicius, en latin.
- bâtiments remarquables :

Rue des Granges :
- anciennes appellations : rue de la Légalité, rue du Capitole
- description: parallèle à la Grande Rue, c'est l'autre grande artère commerciale du centre historique.
- toponymie : son nom remonte à 1235 et rappelle qu'à l'époque son aspect était très rural.
- bâtiments remarquables :

Avenue du Huit mai 1945
- anciennes appellations : avenue Canot
- description :
- toponymie : elle célèbre la victoire des Alliés lors de la Seconde Guerre mondiale.
- bâtiments remarquables :

Rue du Porteau
- anciennes appellations :
- description :
- toponymie :
- bâtiments remarquables :

### Quartier de Bregille
Rue des Fontenottes
- anciennes appellations : Rue des puits perdus
- description:
- toponymie : les fontenottes renvoient aux puits (comblés) qu'il y avait dans cette rue.
- bâtiments remarquables : Gare de la Mouillère.

## Ponts

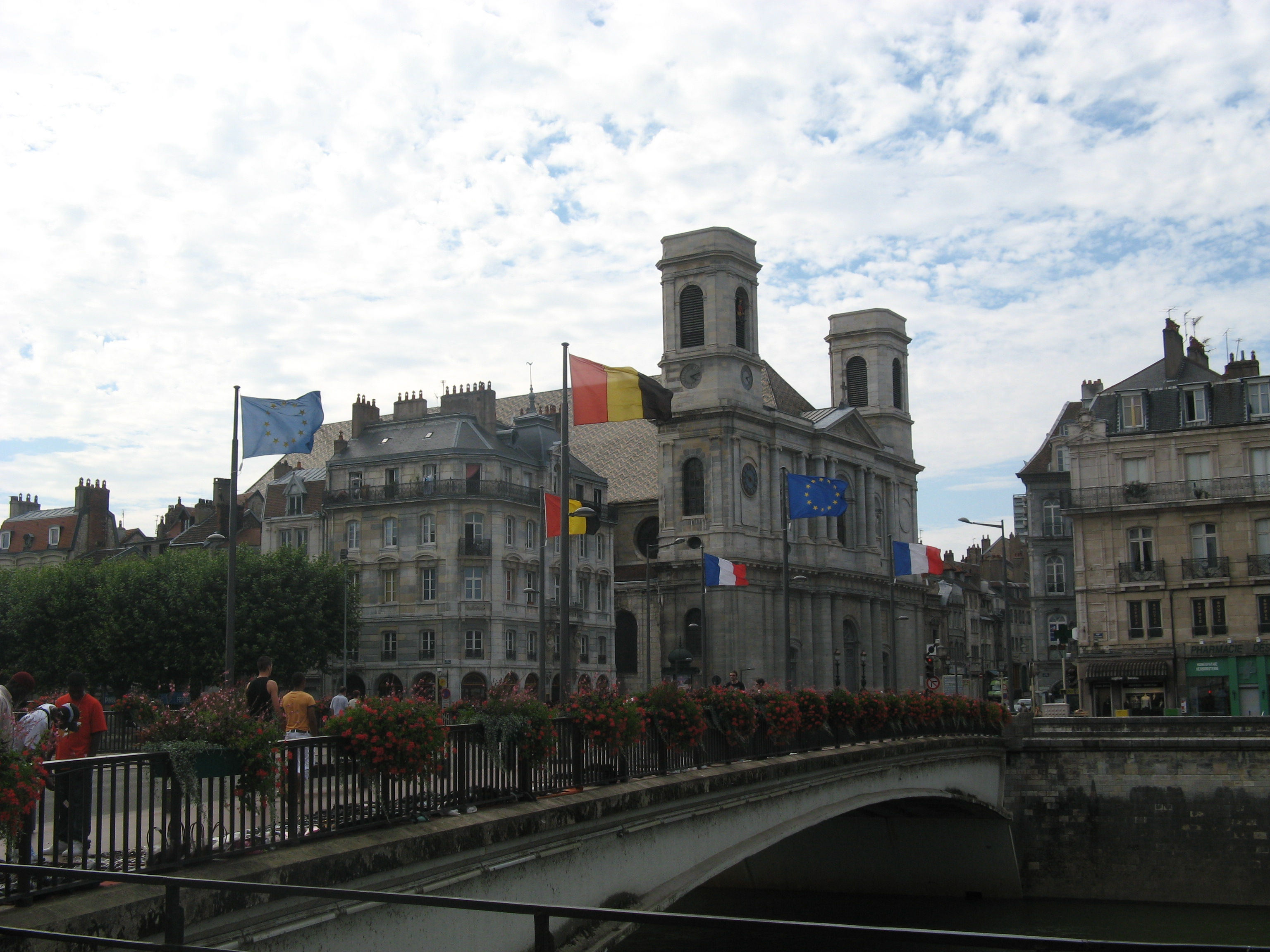
Le Pont Battant aux couleurs bisontines, européenne et française.

### Quartier des Tilleroyes
Rue Jeanne-Antide Thouret (souvent abrégé par "Rue Thouret")
- anciennes appellations:
- description:
- toponymie: cette rue a été nommée ainsi pour rendre un hommage à la sœur Jeanne-Antide Thouret. Cette rue compte entre 120 et 200 habitants.
- bâtiments remarquables:

Rue du Château de Vregille

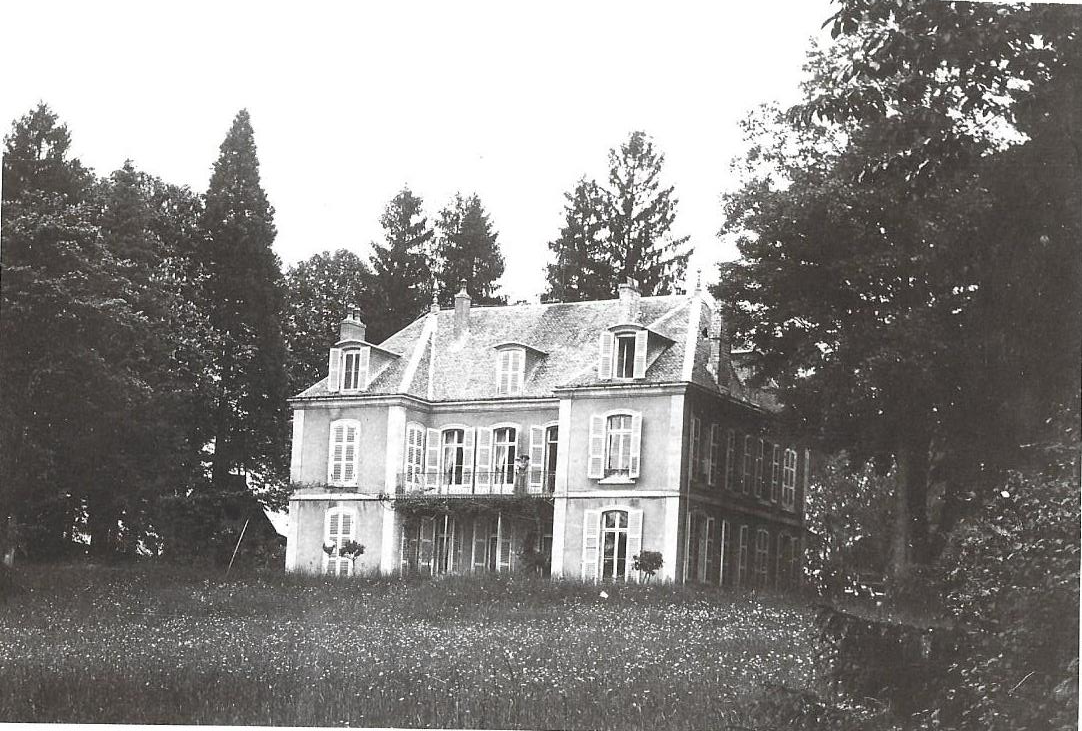
Le Château des Tilleroyes, dans les années 1910.

- toponymie : le nom de cette rue renvoie à la propriété dominant les hauteurs du quartier et habitée depuis 1911 par la famille Courlet de Vregille, originaire de Vregille, en Haute-Saône.
- bâtiments remarquables : le bâtiment susnommé, souvent appelé "château", est en fait une maison de maître. Elle fut bâtie en 1863.

## Places

### QuartierBattant
Place Bacchus
Place Battant
Place Griffon
Place Jouffroy d'Abbans
Place Marulaz
Place du Port de la Fontaine

### Quartier dela Boucle
Place du 8-Septembre
- anciennes appellations : Place Saint-Pierre (avant 1870), Place du 4 Septembre (en 1870)

Square Castan
- anciennes appellations : Place Saint-Jean

Esplanade des droits de l'homme
Place Granvelle
Place des Jacobins
Place Jean Cornet
Place Jean Gigoux
Place de Lattre de Tassigny
Place Pasteur
Place des Remparts Dérasés
Place de la Révolution
Square Saint-Amour
Place Saint Jacques
Place du Théâtre
Place Victor-Hugo

### Quartier dePlanoise
Place Cassin 
Place de l'Europe - square Salah Gaham 
Place Jean Moulin 

## Autres quartiers
- Rue de Dole

## Pour approfondir